# Juillet 1839

## Événements
- 1er juillet :
  - Début du sultanat ottoman de Abdülmecit Ier à la mort de son père Mahmoud II (fin en 1861). Il proclame l’égalité de tous devant la loi, réforme les finances, l’administration, la justice. Il reconstitue l’armée, ouvre de grandes écoles, supprime l’esclavage des Noirs.
  - Réforme monétaire de Kankrin en Russie.

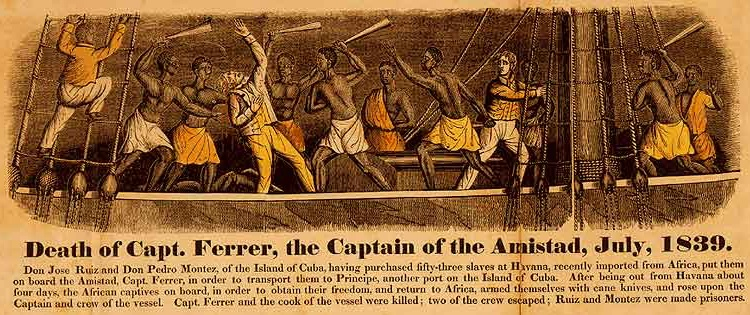
2 juillet : mutinerie des esclaves noirs de La Amistad (gravure de 1840).

- 2 juillet, France : Alexis de Tocqueville prononce son premier discours à la Chambre sur la Question d'Orient.

- 4 juillet : la flotte turque sort des Dardanelles. On croit que c'est pour aller combattre les Égyptiens.

- 7 juillet : la défaite turque de Nizip est connue à Constantinople.

- 12 juillet :
  - Le Parlement britannique rejette la Charte du peuple. Des émeutes éclatent à Birmingham et Newport, qui sont réprimées dans le sang (14 morts à Newport).
  - France :
    - Armand Barbès est condamné à mort.
    - Victor Hugo écrit « Au roi Louis-Philippe, après l'arrêt de mort prononcé le 12 juillet 1839 » (repris dans Les Rayons et les ombres).

- 13 juillet, France : manifestations à Paris en faveur d'Armand Barbès.

- 14 juillet :
  - La flotte turque se livre aux Égyptiens à Alexandrie.
  - France : la peine de mort de Barbès est commuée en travaux forcés à perpétuité.

- 21 - 23 juillet : victoire britannique à la bataille de Ghazni. Quand Kaboul tombe en août, Shah Shuja, un petit-fils d’Ahmad Shâh, prend la place de Dost Mohammad sur le trône d’Afghanistan.

- 22 juillet, France : Victor Hugo rencontre Balzac aux Jardies.

- 23 juillet, France : Alexis de Tocqueville dépose son Rapport fait au nom de la commission chargée d'examiner la proposition de M. de Tracy, relative aux esclaves des colonies françaises. Le rapport conclut à l'émancipation immédiate de tous les esclaves, mais il ne vint jamais en discussion.

- 25 juillet : la défaite turque de Nizip est connue à Paris et à Londres.

- 26 juillet :
  - France : loi d'établissement du chemin de fer de Lille à Dunkerque;
  - on apprend à paris que la flotte turque s'est livrée à l'Égypte, juste après la défaite de Nizib et 11 jours plus tôt la mort du Sultan;
  - Victor Hugo commence Les Jumeaux.

## Décès
- 22 juillet : Charlotte Martner, peintre miniaturiste française (° 15 août 1781)[1].
- 29 juillet : Gaspard de Prony (né en 1755), ingénieur, hydraulicien et encyclopédiste français.